# Rubén Fernando da Silva Echeverrito
Rubén Fernando da Silva Echeverrito (Montevideo, 11 d'abril de 1968), conegut com a Rubén da Silva, és un exfutbolista uruguaià, que ocupava la posició de davanter. És germà del també exfutbolista Jorge da Silva.

## Trajectòria
Comença la seua carrera el 1986, a les files del Danubio FC de la Primera Divisió de l'Uruguai. El 1988 és part fonamental del títol de Lliga que guanya el seu equip. Marca 23 gols, sent el màxim golejador del campionat. El 1989 fitxa pel CA River Plate argentí, on s'imposa a la competició domèstica 1988/89.
El 1991 fa el salt a Europa i fitxa per la U.S. Cremonese italiana. Uns mesos més tard, fitxa pel CD Logroñés espanyol. El 1992 retorna al River Plate, on assoleix ser el màxim golejador del Clausura.
El davanter milita en altres equips argentins, com el CA Boca Juniors i el Rosario Central, on assoleix diversos títols tant individuals com amb el seu equip. Milita a l'UNAM Pumas mexicà abans de retornar al seu país l'any 2000, recalant al Club Nacional de Football. Es retira el 2004 al Danubio FC.
Da Silva ha estat, a més, l'entrenador d'alguns clubs esportius, com el CSD Villa Española.

## Selecció
Va ser internacional amb l'Uruguai en 22 ocasions, tot marcant tres gols. Va participar en les edicions de 1989, 1995 i 1997 de la Copa Amèrica.

## Palmarès

### Equips
- Primera Divisió Uruguaiana: 1988, 2000, 2004
- Primera Divisió Argentina: 1988/89
- Copa Conmebol: 1995

### Individuals
- Màxim golejador Lliga Uruguaiana de 1988: 23 gols
- Màxim anotador Torneig Clausura 1993: 13 gols
- Màxim anotador Torneig Apertura 1997: 15 gols